# بينغت ماجنوسون
بينغت ماجنوسون (بالسويدية: Bengt Magnusson)‏ هو صحفي ومقدم تلفزيوني سويدي، ولد في 26 نوفمبر 1950 في يستاد في السويد.

## وصلات خارجية
- بينغت ماجنوسون على موقع IMDb (الإنجليزية)
- بينغت ماجنوسون على موقع قاعدة بيانات الأفلام السويدية (السويدية)